# Gauteng
Gauteng [xaʊˈtɛŋ] ist eine der neun Provinzen Südafrikas. Ihre Hauptstadt ist Johannesburg. Gauteng wurde nach den ersten Wahlen unter Einbeziehung der schwarzen Bevölkerungsmehrheit am 27. April 1994 aus einem Teil der damaligen Provinz Transvaal gebildet.
Mit einem Indexwert von 0,703 im Jahr 2015 hat Gauteng den zweithöchsten Index der menschlichen Entwicklung unter allen Provinzen des Landes.

## Name
Das Wort Gauteng stammt aus dem Sesotho und bedeutet „Ort des Goldes“, wobei der Wortteil gauta selbst vom niederländischen Wort goud, Gold, abgeleitet ist. Der Name bezieht sich auf die frühere Bedeutung des Gebiets im Goldbergbau.
Nach der Parlamentswahl von 1994 gab man der neuen Provinz zunächst den Namen Pretoria-Witwatersrand-Vereeniging (PWV). Im Dezember 1994 wurde der Name informell in Gauteng abgeändert. Im Jahre 1995 erfolgte die verbindliche Umbenennung von Pretoria-Witwatersrand-Vereeniging in Gauteng. Die Basis dazu bildet das Änderungsgesetz Constitution of the Republic of South Africa Amendment Act No. 20 of 1995 vom Juli 1995.

## Geographie
Gauteng hat eine Fläche von 18.178 km². Das entspricht etwa 1,5 % der Landfläche Südafrikas. Gauteng ist damit die flächenmäßig kleinste Provinz Südafrikas. Die Provinz ist jedoch dicht bevölkert. 2011 lebten dort rund 12,3 Millionen Menschen, beinahe ein Viertel der gesamten Bevölkerung Südafrikas. Gauteng ist die Provinz mit dem höchsten Bevölkerungszuwachs. Allein zwischen 1996 und 2001 nahm die Zahl der Einwohner um mehr als 20 % zu. Durch anhaltendes Bevölkerungswachstum hat Gauteng die Provinz KwaZulu-Natal als einwohnerreichste Provinz abgelöst.
Trotz seiner geringen Fläche ist Gauteng das wirtschaftliche Zentrum Südafrikas; hier werden 34 % des südafrikanischen und 10 % des Bruttoinlandsprodukts ganz Afrikas erwirtschaftet.

## Distrikte mit den Gemeinden
Die Territorialstruktur der Provinz Gauteng besteht aus 2 Distrikten mit 6 Lokalgemeinden sowie drei Metropolgemeinden (Stand Juli 2020):

Gauteng mit seinen Distrikten und Metropolgemeinden (2016)

|    | Distrikt / Metropolgemeinde                    | Lokalgemeinden                                |
| -- | ---------------------------------------------- | --------------------------------------------- |
| 1. | Sedibeng                                       | Emfuleni, Lesedi und Midvaal                  |
| 2. | West Rand                                      | Merafong City, Mogale City und Rand West City |
| 3. | City of Johannesburg Metropolitan Municipality | Metropolgemeinde                              |
| 4. | City of Tshwane Metropolitan Municipality      | Metropolgemeinde                              |
| 5. | City of Ekurhuleni Metropolitan Municipality   | Metropolgemeinde                              |

## Demografie

### Sprachen

Verteilung der Sprachen in Gauteng (Zensus 2001):
Afrikaans
Englisch
Süd-Ndebele
isiXhosa
isiZulu
Nord-Sotho
Sesotho
Setswana
Siswati
Tshivenda
Xitsonga
keine dominierende Sprache

Nach den Ergebnissen der Volkszählung von 2011 rechneten sich 74,1 % der schwarzen Bevölkerungsgruppe zu, 19,1 % den Weißen, 3,5 % den Coloureds und 2,6 % den Indern und Asiaten. Als Muttersprache gaben dabei isiZulu 19,79 %, Englisch 13,28 %, Afrikaans 12,45 %, Sesotho 11,55 %, Nord-Sotho 10,62 % und isiXhosa 6,60 % der Bevölkerung an.

### Einwohnerentwicklung
Die Entwicklung der Einwohnerzahlen in der Provinz Gauteng ist die dynamischste in ganz Südafrika. Die folgende Übersicht zeigt die Entwicklung nach dem jeweiligen Gebietsstand seit der Volkszählung 1996.
| Jahr          | Einwohnerzahl |
| ------------- | ------------- |
| 1996 (Zensus) | 07.834.125    |
| 2001 (Zensus) | 09.388.854    |
| 2011 (Zensus) | 12.272.263    |
| 2017          | 14.278.669    |
| Juni 2021     | 15.810.388    |
| 2022 (Zensus) | 15.099.422    |

## Politik

Sitzverteilung im Provinzparlament von Gauteng:
EFF (11)
ANC (37)
DA (20)
VF+ (3)
IFP (1)
ACDP (1)

Bei den Wahlen 2019 zur Provincial Legislature blieb der ANC in Gauteng trotz Verlusten die stärkste Partei. Die Mandate verteilen sich wie folgt:
| Partei                                    | Sitze | +/− |
| ----------------------------------------- | ----- | --- |
| African National Congress (ANC)           | 37    | −3  |
| Democratic Alliance (DA)                  | 20    | −3  |
| Economic Freedom Fighters (EFF)           | 11    | +3  |
| Vryheidsfront Plus (VF+)                  | 03    | +2  |
| Inkatha Freedom Party (IFP)               | 01    | ±0  |
| African Christian Democratic Party (ACDP) | 01    | +1  |
| Summe                                     | 73    |     |

## Sehenswürdigkeiten (Auswahl)
- In Gauteng liegt die knapp 50.000 Hektar große, Cradle of Humankind (Wiege der Menschheit) genannte Weltkulturerbestätte der UNESCO.
- Meteoritenkrater von Tswaing
- Wonder Cave

### Naturschutzgebiete
| - Abe Bailey Nature Reserve - Alice Glockner Nature Reserve - Aloe Ridge Game Reserve - Andros Private Nature Reserve - Austin Roberts Bird Sanctuary - Avalon Private Nature Reserve - Beaulieu Bird Sanctuary - Cheetah Park Private Nature Reserve - Daisy Private Nature Reserve - Diepsloot Nature Reserve - Faerie Glen Nature Reserve - Gelderland Private Nature Reserve - Groenkloof Nature Reserve - Hartbeesthoek Radio Astronomy Conservation Area - Hartebeeshoek Municipal Nature Reserve - Johanna Jacobs Private Nature Reserve - John Ness Private Nature Reserve - Kloofendal Nature Reserve | - Klipriviersberg Municipal Nature Reserve - Kromdraai Conservancy - Krugersdorp Naturreservat - Leeuwfontein Nature Reserve - Marievale Bird Sanctuary - Magaliesberg Biosphere Reserve - Montsetse Nature Reserve - Moreletaspruit Nature Reserve - Olifantsvlei Nature Reserve - Onderstepoort Nature Reserve - Rietfontein Nature Reserve - Rietvlei Nature Reserve - Roodeplaat Dam Nature Reserve - Suikerbosrand Nature Reserve - Sterkwater Private Nature Reserve - Tweefontein Private Nature Reserve - Waldr Nature Reserve - Wonderboom Nature Reserve |